# Donramiro
Donramiro (oficialmente Santa María de Donramiro) es una parroquia española del municipio de Lalín, perteneciente a la provincia de Pontevedra, en la comunidad autónoma de Galicia.

## Toponimia
De acuerdo con el Diploma de Quiza Gonteríquiz, documento altomedieval de difícil y discutida interpretación, Ramiro I de Asturias podría ser el Epónimo de Donramiro.[cita requerida]

## Historia
Hacia mediados del siglo XIX, el lugar, ya por entonces perteneciente a Lalín, tenía contabilizada una población de 220 habitantes. Aparece descrito en el séptimo volumen del Diccionario geográfico-estadístico-histórico de España y sus posesiones de Ultramar de Pascual Madoz con las siguientes palabras:

DONRAMIRO (Sta. Maria de): felig. en la prov. de Pontevedra (10 leg.), part. jud. y ayunt. de Lalin (1/4), dióc. de Lugo (10): sit. al SO. de la cap. del part., con libre ventilacion y clima saludable. Tiene unas 44 casas repartidas en las ald. de Agruchave, Carrizal, Filgueiroá, Iglesia, Penela, Requeiriño, Trascastro y Vilar. La igl. parr. (Sta. Maria), tiene por anejas las de Sta. Eulalia de Donsion y San Martin de Lalin, y se halla servida por un cura de primer ascenso y patronato real y ecl. Confina el térm. por N. y E. con la cap. del ayunt.; por S. felig. de Moneijas, y por O. con la de Votos. El terreno, aunque algo quebrado y desigual, es bastante fértil. Los caminos locales y en regular estado, recibiéndose el correo en Lalin. prod.: algun trigo, centeno, maiz, patatas, legumbres, hortalizas y pastos; con los cuales mantiene ganado vacuno, mular, lanar y cabrio. ind.: la agricultura y arrieria. pobl.: 44 vec., 220 almas. contr.: con su ayunt. (V.)
(Madoz, 1846, p. 406)

En 2022, tenía empadronados 939 habitantes.